# 전승
전승(全昇, ? ~ 1302년)은 고려의 문신이다. 본관은 천안(天安). 전세주(全世柱)의 손자이며, 합문지후(閤門祗候)로 좌복야(左僕射)에 추증된 전인량(全仁亮)의 아들이다.

## 생애
고려 원종(元宗) 때 문과에 급제하고, 1297년(충렬왕 23년) 12월에 우부승지(右副承旨)가 되었다.
충선왕(忠宣王)이 즉위한 1298년 5월에 숭문관학사(崇文館學士) 병조상서(兵曹尙書)가 되었다가 6월에 승지방(承旨房)이 다시 설치되자 승지(承旨)가 되었다. 동년 7월에 관제가 변경되면서 좌부승지 판비서시사 보문각직학사(左副承旨 判秘書寺事 寶文閣直學士)가 되었다.
1300년(충렬왕 26년) 9월에 지공거(知貢擧)가 되어 이자세(李資歲) 등 33명을 진사(進士)로 선발하였다.
1302년(충렬왕 28년) 1월 26일(양력 2월 24일)에 밀직사(密直使)로 졸하였다. 시호는 문충(文忠)이다.